# Debbie Stabenow
Deborah Ann Greer Stabenow (Gladwin, Míchigan; 29 de abril de 1950) es una abogada y política estadounidense que se desempeñó como senadora de los Estados Unidos de Míchigan de 2001 a 2025 y miembro del Partido Demócrata. Antes de su elección al Senado estadounidense, fue miembro de la Cámara de Representantes de los Estados Unidos, representando al octavo distrito congresional de Míchigan de 1997 a 2001. Anteriormente se desempeñó como miembro de la Junta de Comisionados del Condado de Ingham, en la Cámara de Representantes de Míchigan, y Senado de Míchigan.
Stabenow se desempeñó como presidenta del Comité de Agricultura del Senado de 2011 a 2015. Fue reelegida para el Senado para un tercer mandato en noviembre de 2012. Se convirtió en la senadora sénior del estado tras el retiro de Carl Levin el 3 de enero de 2015. Fue vicepresidenta del Comité de Política Democrática del Senado de 2011 a 2017 y se convirtió en su presidenta en 2017.